# Modeste Herwig
Modeste Herwig (Leiden, 18 augustus 1963) is een Nederlands schrijver, tuinfotograaf en tuinontwerper.

## Biografie

### Jeugd
Herwig komt uit een groene familie; de geschiedenis van de familie Herwig als hoveniers gaat terug naar 1700. Haar grootvader A.J. Herwig schreef boeken, verzorgde een radiorubriek en artikelen in onder andere Margriet. Herwigs vader was Rob Herwig, fotograaf en 's wereld best verkopende auteur van tuinboeken.
Ze groeide op in Lunteren op de boerderij Nieuw Zeggelaar. Op ongeveer 3 hectaren omliggend land, legde haar vader borders en twaalf siertuinen aan, die voor publiek waren opengesteld. Herwig was acht jaar werkzaam in deze modeltuinen. Op 15-jarige leeftijd begon ze met het fotograferen van bloemen en tuinen.

### Carrière
Herwig is beplantingsadviseur, tuinfotograaf en groenauteur. Ze levert foto’s van tuinen en planten aan magazines en boeken in binnen- en buitenland. Herwig verzorgt ook rubrieken en artikelen in verschillende tijdschriften, zoals Buitenleven en Eden Magazine. In 1989 publiceerde ze op 25-jarige leeftijd haar eerste tuinboek. Anno 2025 heeft ze 50 titels op haar naam staan. Ze beheert een fotoarchief met meer dan 100.000 beelden van tuinen, bloemen, planten, borders en praktisch tuinwerk, gemaakt door haarzelf en haar vader Rob Herwig.